# Spichlerz w Brzóstkowie
Spichlerz w Brzóstkowie – zabytkowy, obecnie nieużytkowany budynek gospodarczy w wielkopolskim Brzóstkowie. Stanowi część zabytkowego zespołu dworskiego w Brzóstkowie.

## Opis
Spichlerz powstał prawdopodobnie w roku 1776 (data wyryta na belce wewnątrz budynku) na potrzeby funkcjonującego tu w XVIII wieku folwarku. Około roku 1830 został gruntownie przebudowany – nadano mu wówczas unikatową na skalę kraju i zachowaną do dziś formę budowli obronnej, czworościennej z okienkami imitującymi otwory strzelnicze. Główny korpus spichlerza został nakryty dachem dwuspadowym. W narożnikach wzniesiono cztery neogotyckie, nietynkowane wieżyczki z krenelażem. Było to nawiązaniem do rycerskich tradycji historycznych w architekturze, bardzo popularnych w dobie zaborów.
Po II światowej wojnie spichlerz pozostawał nieużytkowany i popadał stopniowo w ruinę. Obecnie spichlerz nadal jest w złym stanie technicznym, jednak pod koniec lat 90. XX wieku nabył go Tadeusz Zysk i zabezpieczył przed postępującą ruiną. Planowane jest przeprowadzenie remontu generalnego budowli.

## W kulturze
W filmie Wilczyca (1982, reż. Marek Piestrak) spichlerz w Brzóstkowie pełni funkcję domu doktora Goldberga (Henryk Machalica). W jego wnętrzach nakręcono m.in. scenę rytuału okultystycznego (przebijanie konterfektu wrzecionem) oraz odlewania srebrnej kuli.
Budynek pojawia się również w filmie Nad rzeką, której nie ma (1991) w reżyserii Andrzeja Barańskiego.